# メテドロン
メテドロン(Methedrone)は、カチノン系の娯楽的な薬物である。化学的には、メテドロンは、パラ-メトキシメタンフェタミン (PMMA)、メチロン、メフェドロンなどと近縁である。

## 健康リスク
メテドロンと関連する健康リスクは、ほとんど知られていないが、他のカチノンと同様と考えられている。副作用が報告されるとすぐに、当初の販売業者はメテドロンを市場から撤退させた。パラ位にメトキシ基を持つアンフェタミンのアナログは、モノアミン酸化酵素阻害薬とモノアミンを同時に放出させるため、重度の発熱を生じ、死に至ることもある。

### 過剰摂取
2009年にスウェーデン南東部で2人の若者が死亡したのは、メテドロンの過剰摂取が原因であったと考えられている。発見された時、両者とも昏睡状態であった。うち1人は、病院に向かう途中で心停止となり、もう1人は集中治療室で16時間後に死亡した。

## 規制
スウェーデンでは、販売が禁止されている。